# Gaspard Rigaud
Pour les articles homonymes, voir Rigaud.
 (février 2012).
Gaspard Rigaud est un peintre français né à Perpignan le 1er juin 1661 et mort à Paris le 28 mars 1705.

## Biographie
Gaspard Rigaud est le frère cadet du grand portraitiste Hyacinthe Rigaud. Ses débuts sont encore mal connus et on le retrouve pour la première fois à Paris, le 27 janvier 1692, lorsqu'il épouse Marguerite Caillot, la fille d'un épicier de la rue Montmartre, en présence d'un « maître à danser de Madame la Dauphine », de deux capitaines des Dragons, d'un docteur en médecine et d'un conseiller du Roi. Il résidait alors rue des Petits-Champs, paroisse Saint-Eustache avec son frère, mais s'établit après son mariage dans le quartier de son épouse.
Trois enfants naissent de cette union : le premier, Hyacinthe (1693-1738), a pour parrain son oncle homonyme. Il meurt sans postérité. Une seconde fille naît en 1695 mais décède peu avant 1707. La dernière, Marguerite Élisabeth (1697-ap.1743), épouse le 17 juillet 1715 son second parrain, le peintre Jean Ranc.
En 1695, Gaspard entre officiellement dans l'atelier de son frère afin de l'aider dans sa surcharge de travail. En effet, Hyacinthe avait confectionné l'année précédente le premier portrait de Louis XIV et ne pouvait désormais supporter seul les commandes qui ne cessaient d'affluer. Gaspard commence par réaliser onze copies, neuf draperies et une tête, et reçoit parfois soixante livres pour une simple copie. En 1698, il gagne près de 425 livres pour l'ensemble de son année, deux fois plus que le peintre Jean Le Gros.
Mais le jeune Rigaud vise l'émancipation et travaille pour la bourgeoisie parisienne. Ses portraits, moins chers que ceux de son frère, sont courtisés. Gaspard peint avec les mêmes archétypes que Hyacinthe. Il se présente ensuite à l’Académie royale de peinture et de sculpture où il est agréé le 30 juillet 1701. On lui demande alors les portraits des peintres Raon et Charles Coypel. Il n'a pas l'occasion de les réaliser car il meurt subitement à son domicile. Il est enterré dès le lendemain dans le cimetière de la Cathédrale Saint-Jean-Baptiste sur sa paroisse « en présence de Hyacinthe Rigaud son fils et de Hyacinthe Rigaud son frère, peintre ordinaire du Roi et professeur en son Académie ». Hyacinthe Rigaud spécifiera, dès son premier testament, vouloir être enterré à côté de lui. 
Son inventaire après décès révèle qu’il laisse près de 250 esquisses et 28 portraits non achevés, attestant de sa pleine activité créatrice. Peu de portraits attestés de Gaspard sont connus. Ils sont la plupart du temps en collection privée, et il est difficile de distinguer les tableaux de Hyacinthe Rigaud de ceux de son jeune frère, tant les analogies entre les deux peintres sont nombreuses. 
Gaspard avait l'habitude de signer ses toiles au dos de la manière suivante : « fait par Rigaud le jeune » accompagné de la date.